# Bentley Boys
Pour les articles homonymes, voir Bentley.

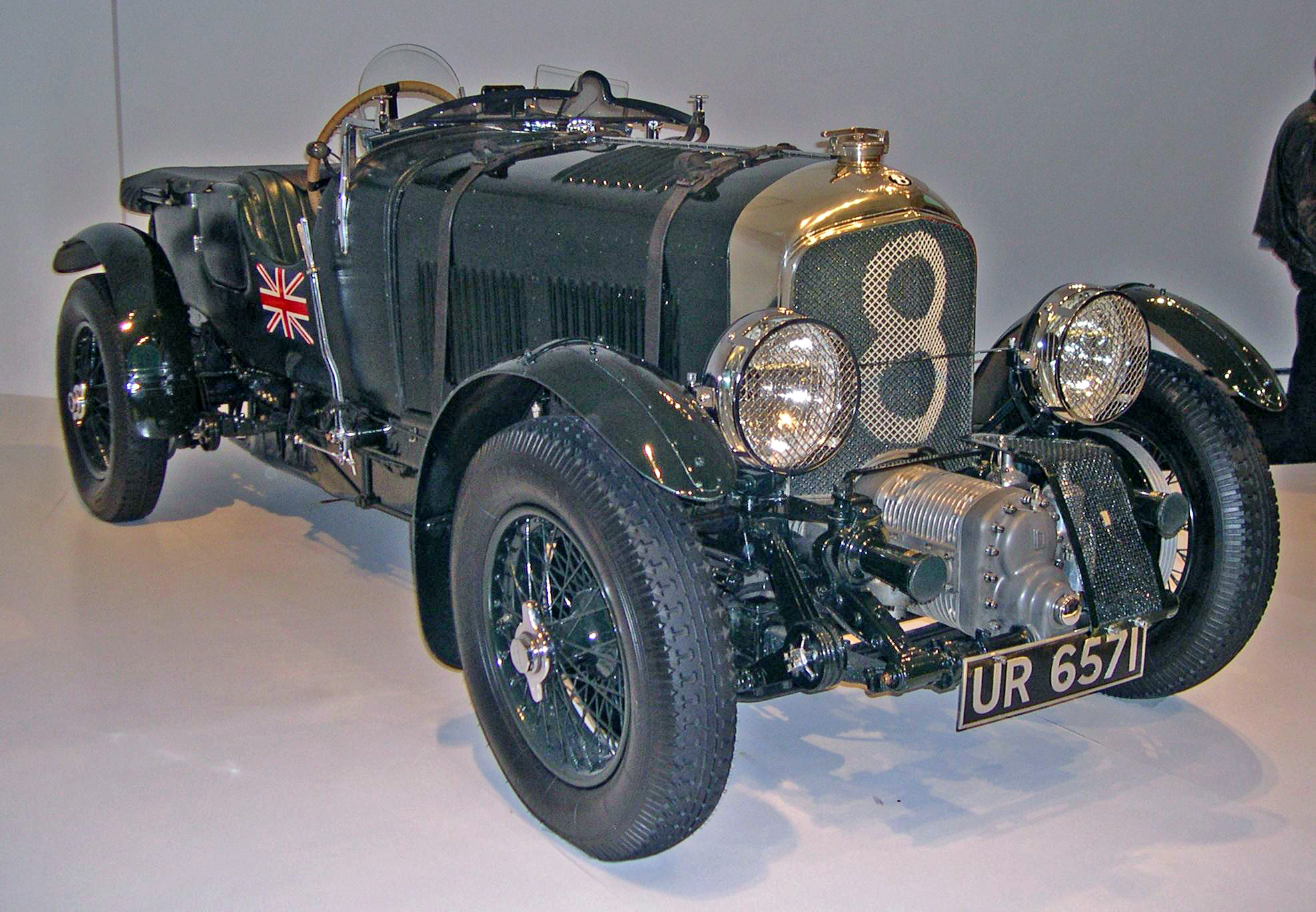
Une Bentley Blower de la collection de Ralph Lauren.

Les Bentley Boys sont un groupe de gentleman drivers fortunés, essentiellement anglais. 
Pilotes, ingénieur et mécaniciens de Bentley Motors de la seconde moitié des années 1920, ils sont à l'origine de la plupart des victoires en compétition du constructeur entre 1927 et 1931. 
Le groupe est fondé en 1925 par Woolf Barnato, à la suite de son rachat de Bentley Motors.

## Liste desBentley Boys
- Woolf « Babe » Barnato
- Dr J. Dudley « Benjy » Benjafield
- Sir Henry « Tim » Birkin
- Dale Bourne
- Frank Clement
- S. C. H. « Sammy » Davis
- Captain John Duff
- George Duller
- Clive Dunfee
- Jack Dunfee
- Baron André d'Erlanger
- Clive Gallop
- Lieutenant Commander Glen Kidston
- Bertie Kensington Moir
- Bernard Rubin
- Jean Chassagne